# Rodionowo-Nieswietajskaja
Rodionowo-Nieswietajskaja (ros. Родионово-Несветайская) – miejscowość (słoboda) w Rosji, w obwodzie rostowskim, ośrodek administracyjny rejonu rodionowo-nieswietajskiego. W 2010 liczyła 6379 mieszkańców.